# جيري بيل (لاعب كرة قاعدة)
جيري بيل (بالإنجليزية: Jerry Bell)‏ هو لاعب كرة قاعدة أمريكي، ولد في 1937.